# 井上孝義
井上孝義（イノウエコウギ、1967年2月17日 - ）は、日本の俳優、スタントマン、スタントコーディネーター。本名同じ。
山口県美祢市出身の俳優・スタントコーディネーター・ダンサー
国内、海外で活動している日本人スタントマン。

## 略歴
1990年板野としお氏の事務所に所属、山口県でダンス及びフィットネスの指導者として活動。
1997年東京都に移住、バックダンサーとして活動、その後スーツアクター・スタントマンに転向する。
2000年大阪府に移住、ユニバーサルスタジオジャパンのオープニングスタッフとして参加、ショーのスタントマンとして活動。
2003年米国の映画用武器リース会社のROCKに所属し、銃火器指導員・アクション俳優として活動。
2008年沖縄県に移住、沖縄テレビ放送のバラエティー番組ひーぷー☆ホップの制作スタッフ / 有限会社のれんずプロ出向。
個人事務所として、沖縄県ロケ映画のスタントコーディネートや、役者を演じる。

## 出演

### テレビドラマ
- スーパー戦隊シリーズ（1999年）-スーツアクーター / スタントマン
- 米国ドラマ（2004-2006年）-アクション俳優 / 銃火器指導 [ROCK所属]
- 妖怪キング（2014年）-アワティ役 /スタントコーディネーター

### テーマパーク
- ユニバーサルスタジオジャパン（2001年- 2002年）-スタントマン

### 映画
- Windtalkers（2002年）-銃火器指導
- The Last Samurai（2003年）-バトルコア / アクション中核 / 銃火器指導 アップスアカデミー所属
- Flags of Our Fathers（2006年）-銃火器指導 [ROCK所属]
- 南の島のフリムン（2009年）-スタントコーディネーター
- てぃだかんかん（2010年）-アクションコーディネーター
- 琉神マブヤーTHE MOVIE 七つのマブイ（2011年）-スーツアクーター / スタントマン

### その他
- 歌謡番組（1997年）-バックダンサー